# Amirbek Juraboev
Amirbek Juraboev (sinh ngày 13 tháng 4 năm 1996) là một cầu thủ bóng đá Tajikistan hiện tại thi đấu cho FC Istiklol.

## Sự nghiệp

### Câu lạc bộ
Sau khi rời khỏi Shakhtyor Soligorsk, Juraboev thử việc ở Belshina Bobruisk, nhưng không nhận được hợp đồng.
Vào tháng 6 năm 2016, Juraboev ký hợp đồng với FC Istiklol từ Barki Tajik.

### Quốc tế
Juraboev ra mắt đội tuyển quốc gia ngày 7 tháng 6 năm 2014 trước Estonia.

## Thống kê sự nghiệp

### Câu lạc bộ
Tính đến trận đấu diễn ra ngày 4 tháng 10 năm 2020
| Câu lạc bộ          | Mùa giải            | Giải vô địch                             | Giải vô địch | Giải vô địch | Cúp Quốc gia | Cúp Quốc gia | Châu lục | Châu lục  | Khác    | Khác      | Tổng    | Tổng      |
| Câu lạc bộ          | Mùa giải            | Hạng đấu                                 | Số trận      | Bàn thắng    | Số trận      | Bàn thắng    | Số trận  | Bàn thắng | Số trận | Bàn thắng | Số trận | Bàn thắng |
| ------------------- | ------------------- | ---------------------------------------- | ------------ | ------------ | ------------ | ------------ | -------- | --------- | ------- | --------- | ------- | --------- |
| Khayr Vahdat        | 2014                | Giải bóng đá vô địch quốc gia Tajikistan | 15           | 0            |              |              | –        | –         | –       | –         | 15      | 0         |
| Shakhtyor Soligorsk | 2015                | Giải bóng đá ngoại hạng Belarus          | 0            | 0            | 0            | 0            | -        | -         | -       | -         | 0       | 0         |
| Istiklol            | 2016                | Giải bóng đá vô địch quốc gia Tajikistan | 9            | 1            | 6            | 0            | 0        | 0         | 0       | 0         | 15      | 1         |
| Istiklol            | 2017                | Giải bóng đá vô địch quốc gia Tajikistan | 19           | 1            | 5            | 2            | 9        | 0         | 1       | 0         | 34      | 3         |
| Istiklol            | 2018                | Giải bóng đá vô địch quốc gia Tajikistan | 20           | 1            | 7            | 0            | 5        | 0         | 1       | 0         | 33      | 1         |
| Istiklol            | 2019                | Giải bóng đá vô địch quốc gia Tajikistan | 9            | 1            | 0            | 0            | 6        | 0         | 1       | 0         | 16      | 1         |
| Istiklol            | Tổng                | Tổng                                     | 57           | 4            | 18           | 2            | 20       | 0         | 3       | 0         | 98      | 6         |
| Navbahor Namangan   | 2019                | Uzbekistan Super League                  | 13           | 0            | 2            | 0            | –        | –         | –       | –         | 15      | 0         |
| Navbahor Namangan   | 2020                | Uzbekistan Super League                  | 2            | 0            | 0            | 0            | –        | –         | –       | –         | 2       | 0         |
| Navbahor Namangan   | Tổng                | Tổng                                     | 15           | 0            | 2            | 0            | 0        | 0         | 0       | 0         | 17      | 0         |
| Istiklol            | 2020                | Tajikistan Higher League                 | 7            | 0            | 0            | 0            | 0        | 0         | 0       | 0         | 7       | 0         |
| Tổng cộng sự nghiệp | Tổng cộng sự nghiệp | Tổng cộng sự nghiệp                      | 94           | 4            | 20           | 2            | 20       | 0         | 3       | 0         | 137     | 6         |

### Quốc tế
| Đội tuyển quốc gia Tajikistan | Đội tuyển quốc gia Tajikistan | Đội tuyển quốc gia Tajikistan |
| Năm                           | Số trận                       | Bàn thắng                     |
| ----------------------------- | ----------------------------- | ----------------------------- |
| 2014                          | 1                             | 0                             |
| 2015                          | 0                             | 0                             |
| 2016                          | 7                             | 0                             |
| 2017                          | 5                             | 0                             |
| 2018                          | 7                             | 0                             |
| 2019                          | 12                            | 0                             |
| 2020                          | 3                             | 0                             |
| 2021                          | 3                             | 0                             |
| 2022                          | 8                             | 0                             |
| 2023                          | 5                             | 0                             |
| Tổng                          | 51                            | 0                             |

Thống kê chính xác đến trận đấu diễn ra ngày 17 tháng 6 năm 2023

## Danh hiệu
Istiklol
- Giải bóng đá vô địch quốc gia Tajikistan (2): 2016,[10] 2017
- Cúp bóng đá Tajikistan (1): 2016[11]
- Siêu cúp bóng đá Tajikistan (1): 2018[12]